# Şakir
Şakir ist ein türkischer Familienname und männlicher Vorname arabischer Herkunft. Şakir bedeutet „der Dankende“.

## Namensträger

### Vorname
- Şakir Bilgin (* 1951), in Deutschland lebender türkischer Autor
- Şakir Gökçebağ (* 1965), in Deutschland lebender türkischer bildender Künstler

### Familienname
- Bahattin Şakir (1874–1922), osmanischer Politiker
- Cevat Şakir (1886–1973), türkischer Schriftsteller